# Galanageia
Galanageia là một chi bướm đêm thuộc họ Geometridae.